# Шиваджи Рао Холкар

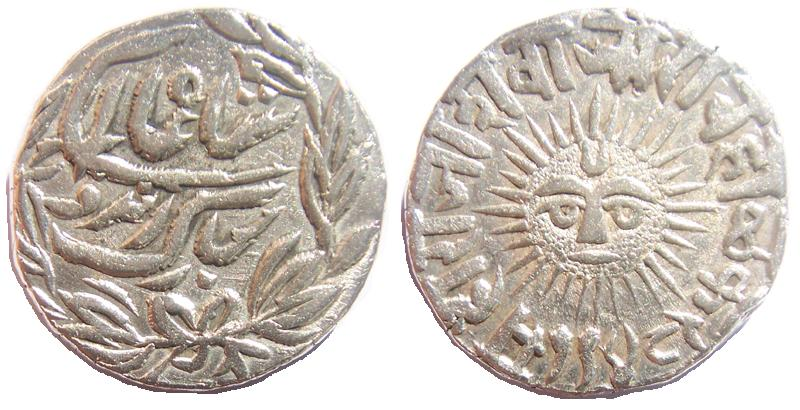
Серебряная рупия Шиваджи Рао Холкара 1886—1903 годов, отчеканенная в Индауре в Викрам-самват 1948 (1891)

Махараджадхираджа Радж Раджешвар Саваи Шри сэр Шиваджи Рао Холкар Бахадур XII (хинди शिवाजीराव होलकर; 11 ноября 1859, Индаур — 13 октября 1908, Махешвар) — 12-й махараджа Индаура из династии Холкар (17 июня 1886 — 31 января 1903).

## Биография
Родился 11 ноября 1859 года в Индауре. Третий сын генерала Тукоджи Рао Холкара II (1835—1886), махараджи Индаура (1844—1886), и Махарани Шримант Акханд Субхагьявати Парвати Бай Сахиб. Он получил образование в колледже Дейли, Индаур, школе в центральной Индии вместе с правителями княжества Ратлам, княжества Девас-старший и другими тхакурами туземных княжеств в Мадхья-Бхарате.
Он стал преемником своего отца, когда тот умер 17 июня 1886 года. Он посетил Англию в 1887 году, чтобы присутствовать на праздновании золотой свадьбы королевы-императрицы Виктории, и был произведен в рыцари — великие командоры Ордена Звезды Индии 20 июня 1887 года.
Его администрация была плохой. Резидент был отдельно удален из Индаура с 1854 года, но с 1899 года британцы назначили нового резидента, специально для лучшего надзора за государством. Валюта княжества была заменена в 1902 году валютой Британской Индии.
Он отрекся от престола 31 января 1903 года в пользу своего сына Тукоджи Рао Холкара III (родился в 1890 году).
20 мая 1865 года он женился на Махарани Шримант Акханд Субхагьявати Гирджа Бай Сахиб Холкар (+ 1968), позже на Махарани Шримант Акханд Субхагьявати Варанаси Бай Сахиб Холкар (род. 1875), Махарани Сахиб Акханд Субхагьявати Чандрабхага Бай Холкар, Махарани Сита Бай Субхагьявати Шримант Акханд Сахиб Холкар (+ 1890).
Он умер в Махешваре 13 октября 1908 года в возрасте 51 года. У него было два сына и шесть дочерей:
- Махараджадхираджа Радж Раджешвар Саваи Шри Сэр Тукоджи Рао III Холкар XIII Бахадур (26 ноября 1890 — 21 мая 1978), махараджа Индаура
- Махараджкумар Шримант Кхандерао Холкар Бахадур (28 октября 1895 — февраль 1897)
- Махараджкумари Шримант Ситабай Радж Сахиб Холкар (14 ноября 1876 — 1 февраля 1956)
- Махараджкумари Шримант Савитрибай Радж Сахиб Холкар (6 мая 1881 — ?)
- Махараджкумари Шримант Бхимабай Радж Сахиб Холкар (род. 1882 — ?)
- Махараджкумари Шримант Лилабай Радж Сахиб Холкар (10 октября 1889 — 27 декабря 1971)
- Махараджкумари Шримант Сундрабай Радж Сахиб Холкар (1890—1906)
- Махараджкумари Шримант Тхакубай Радж Сахиб Холкар (20 ноября 1897—1968)

## Награды
- Рыцарь — великий командор ордена Индийской империи (GCIE), 1887
- Золотая юбилейная медаль королевы Виктории, 1887